# Coupe des nations de rink hockey 1925
Navigation
Coupe des nations 1924 Coupe des nations 1926
La 5e édition de la Coupe des nations de rink hockey 1925 se déroule à Montreux.
Cette édition est remportée par l'Angleterre, qui remporte sa 3e coupe des nations.

## Participants
Six équipes prennent part à cette compétition.
- Allemagne
- Angleterre
- Belgique
- France
- Italie
- Suisse

## Résultats
| Rang | Équipe     | Pts | J | G | N | P | Bp | Bc | Diff |  | Résultats  |  |     |     |     |     |     |
| ---- | ---------- | --- | - | - | - | - | -- | -- | ---- |  | ---------- |  | --- | --- | --- | --- | --- |
| 1    | Angleterre | 9   | 5 | 4 | 1 | 0 | 29 | 7  | +22  |  | Angleterre |  | 3-3 | 9-3 | 4-0 | 4-0 | 9-1 |
| 2    | Suisse     | 7   | 5 | 3 | 1 | 1 | 15 | 8  | +7   |  | Suisse     |  |     | 2-1 | 2-1 | 2-3 | 6-0 |
| 3    | France     | 5   | 5 | 2 | 1 | 2 | 12 | 15 | -3   |  | France     |  |     |     | 2-2 | 3-2 | 3-0 |
| 4    | Belgique   | 5   | 5 | 2 | 1 | 2 | 7  | 9  | -2   |  | Belgique   |  |     |     |     | 3-1 | 1-0 |
| 5    | Allemagne  | 4   | 5 | 2 | 0 | 3 | 11 | 15 | -4   |  | Allemagne  |  |     |     |     |     | 5-3 |
| 6    | Italie     | 0   | 5 | 0 | 0 | 5 | 4  | 24 | -20  |  | Italie     |  |     |     |     |     |     |